# GD Peniche
Grupo Desportivo de Peniche ist ein portugiesischer Fußballverein aus der im Distrikt Leiria gelegenen Küstenstadt Peniche.

## Geschichte
Der Klub entstand 1941 aus dem Zusammenschluss dreier lokaler Fußballmannschaften und erreichte in den 1950er Jahren erstmals die Segunda Divisão, in der sich die Mannschaft bis zum erneuten Abstieg 1979 halten konnte. Zeitweise spielte sie um den Aufstieg in die Primeira Divisão, den sie als Vizemeister mehrfach nur knapp verpasste. 1981 gelang die Rückkehr, 1984 wurde der Klub erneut Vizemeister. 1990 belegte die Mannschaft den letzten Tabellenplatz und wurde im Zuge einer gleichzeitigen Ligareform in die Viertklassigkeit durchgereicht.
In den folgenden Jahren schwankte der Verein zwischen drittem und viertem Spielniveau und musste 2007 erstmals in die regional ausgetragene fünfte Liga absteigen. Nach dem direkten Wiederaufstieg etablierte sich die Mannschaft in der vierten Liga und stieg zeitweise in das drittklassige Campeonato de Portugal auf. Dort verpasste sie bei ihren zwei Aufstiegen jeweils den Klassenerhalt und rutschte später wieder in den regionalen Ligabereich. 2021 kehrte die Mannschaft in das nach einer Ligareform nun viertklassige Campeonato de Portugal zurück, stieg aber direkt wieder ab. Als Regionalmeister schaffte sie den direkten Wiederaufstieg.
Mit Diogo Rosado und Alexandre Alfaiate entstammen spätere Erst- bzw. Auslandsprofis der Jugend des Klubs, für den unter anderem Diego Zilio, Rúben Gouveia, Carlos Manaca, Zoran Hajdić und Eraldo Barros zeitweise spielten.